# Yersinia pestis
Yersinia pestis (în trecut numit și Pasteurella pestis) este un bacil Gram-negativ din familia Enterobacteriaceae. Este un anaerob opțional care poate infecta omul și alte animale.
Infecția umană are trei forme principale: 
- pneumonică,
- septicemică și
- plaga bubonică (pesta sau ciuma bubonică).

Toate cele trei forme au fost parte a pandemiilor istorice, care au ucis milioane de oameni, culminând cu Moartea neagră care a ucis o treime din populația Europei între anii 1347 și 1353.

## Vezi și
- Ciuma lui Iustinian